# Artoriinae
Artoriinae Framenau, 2007 è una sottofamiglia di ragni appartenente alla famiglia Lycosidae.

## Caratteristiche
I caratteri diagnostici più rilevanti di questa sottofamiglia sono:
1. alla base dell'embolo del pedipalpo vi è un'unica apofisi, detta apofisi basoembolica, termine introdotto per la prima volta da Framenau[1];
2. questa apofisi può avere una varietà di forme, ad esempio sottile e lamellare (ad esempio in alcuni ragni del genere Diahogna e Tetralycosa), molto fortemente sclerotizzata (ad esempio in Artoria), o può avere una sporgenza simile a un dito (ad esempio in Anoteropsis). La funzione di questa apofisi durante l'accoppiamento non è ancora stata chiarita[1].

## Distribuzione
I 12 generi di questa sottofamiglia sono presenti in Oceania, in Sudafrica, in Argentina, alle isole Hawaii e in Cina; il genere dall'areale più ampio è Artoria.

## Tassonomia
Attualmente, a dicembre 2021, è costituita da 12 generi:
1. Anoteropsis L. Koch, 1878 - Nuova Zelanda, Nuova Guinea
2. Artoria Thorell, 1877 - Australia, Nuova Zelanda, Sudafrica, Congo, Filippine, isole Samoa
3. Artoriopsis Framenau, 2007 - Australia
4. Diahogna Roewer, 1960 - Nuovo Galles del Sud, Territorio del Nord, Australia meridionale, Tasmania, Nuova Caledonia
5. Kangarosa Framenau, 2010 - Queensland, Nuovo Galles del Sud, Victoria, Tasmania
6. Lobizon Piacentini & Grismado, 2009 - Argentina
7. Lycosella Thorell, 1890 - Sumatra, Isole Hawaii
8. Navira Piacentini & Grismado, 2009 - Argentina
9. Notocosa Vink, 2002 - Nuova Zelanda
10. Sinartoria Wang, Framenau & Zhang, 2021 - Cina
11. Syroloma Simon, 1900 - Isole Hawaii
12. Tetralycosa Roewer, 1960 - Australia meridionale, occidentale, Tasmania